# Кондурату
Кондурату (рум. Conduratu) — село у повіті Прахова в Румунії. Входить до складу комуни Баба-Ана.
Село розташоване на відстані 65 км на північний схід від Бухареста, 31 км на схід від Плоєшті, 134 км на захід від Галаца, 99 км на південний схід від Брашова.

## Населення
За даними перепису населення 2002 року у селі проживали 1011 осіб, з них 1010 осіб (99,9%) румунів. Рідною мовою 1010 осіб (99,9%) назвали румунську.